# Alenka Čebašek
Alenka Čebašek, slovenska smučarska tekačica, * 24. april 1989, Kranj.
Čebaškova je leta 2013 za Slovenijo nastopila na Svetovnem prvenstvu v Val di Fiemmeju. Za Slovenijo je nastopila na Zimskih olimpijskih igrah 2014 v Sočiju, kjer je v teku na 10 km osvojila 33. mesto.